# Lijst van rijksmonumenten in Bladel (plaats)
De plaats Bladel telt 10 inschrijvingen in het rijksmonumentenregister. Hieronder een overzicht.
| Object | Oorspronkelijke functie? | Bouwjaar                    | Architect              | Locatie          | Coördinaten?                  | Nr.?   | Afbeelding |
| --- | ------------------------ | --------------------------- | ---------------------- | ---------------- | ----------------------------- | ------ | --- |
| Toren van de vroegere kerk van St.Petrus'Banden                                                                 | Kerk en kerkonderdeel    | eerste helft 15e eeuw       |                        | Sniederslaan 46  | 51° 22' 5" NB, 5° 13' 15" OL  | 9576   | Meer afbeeldingen                                                                                               |
| Nederlands Hervormde Kerk, met een eenklaviers kabinetorgel van P.J. Geerkens uit 1825.                         | Kerk en kerkonderdeel    | 1820                        |                        | Van Dissellaan 1 | 51° 22' 3" NB, 5° 12' 53" OL  | 9577   | Nederlands Hervormde Kerk, met een eenklaviers kabinetorgel van P.J. Geerkens uit 1825.                         |
| Huis met dwars zadeldak. Bovenlicht en fronton in Empire-stijl.                                                 | Woonhuis                 |                             |                        | Europalaan 96    | 51° 22' 9" NB, 5° 12' 44" OL  | 9578   | Huis met dwars zadeldak. Bovenlicht en fronton in Empire-stijl.                                                 |
| Terrein waarin 4 grafheuvels                                                                                    | Archeologisch monument   | Bronstijd                   |                        |                  | 51° 20' 45" NB, 5° 14' 13" OL | 45286  | Upload foto |
| Terrein waarin overblijfselen van bewoning                                                                      | Archeologisch monument   | waarschijnlijk Mesolithicum |                        |                  | 51° 25' 10" NB, 5° 12' 10" OL | 45290  | Upload foto |
| Geldersche Hoeve                                                                                                | Boerderij                | 1910-1915                   |                        | Akkerweg 4       | 51° 21' 2" NB, 5° 13' 59" OL  | 514897 | Geldersche Hoeve                                                                                                |
| Geldersche Hoeve: schuur annex varkenstal                                                                       | Boerderij                | 1910-1915                   |                        | Akkerweg bij 4   | 51° 21' 2" NB, 5° 13' 59" OL  | 514898 | Geldersche Hoeve: schuur annex varkenstal                                                                       |
| Sint-Petrus'-Bandenkerk                                                                                         | Kerk en kerkonderdeel    | 1926                        | J.H.H. van Groenendael | Sniederslaan 46  | 51° 22' 5" NB, 5° 13' 15" OL  | 514907 | Meer afbeeldingen                                                                                               |
| Gindrahuis: Woonhuis/atelier van de Bladelse schilder Joseph Gindra                                             | Woonhuis                 | 1910                        |                        | Sniederslaan 8   | 51° 22' 2" NB, 5° 13' 0" OL   | 514909 | Gindrahuis: Woonhuis/atelier van de Bladelse schilder Joseph Gindra                                             |
| Eenlaags boerderij heeft een rechthoekige plattegrond en wordt gedekt door een wolfdak met tuile du nord pannen | Boerderij                | 1925-1940                   |                        | Neterselseweg 15 | 51° 23' 3" NB, 5° 12' 45" OL  | 514910 | Eenlaags boerderij heeft een rechthoekige plattegrond en wordt gedekt door een wolfdak met tuile du nord pannen |